# Natalija Dobrynska
Natalija Wołodymyriwna Dobrynska, ukr. Наталія Володимирівна Добринська (ur. 29 maja 1982 w Winnicy) – ukraińska lekkoatletka specjalizująca się w wielobojach.
Na początku międzynarodowej kariery odpadała w 1999 roku w Bydgoszczy w eliminacjach konkursu pchnięcia kulą podczas mistrzostw świata juniorów młodszych. W 2001 zajęła odległą lokatę podczas mistrzostw Europy juniorów, a dwa lata później była piąta na młodzieżowych mistrzostwach Europy oraz dwunasta na uniwersjadzie. Zimą 2004 odniosła pierwszy duży sukces międzynarodowy zostając halową wicemistrzynią świata. Podczas igrzysk olimpijskich w Atenach uplasowała się na ósmej lokacie. W 2005 zdobyła brązowy medal halowych mistrzostw Europy oraz była dziewiąta na mistrzostwach świata. Podczas mistrzostw Europy w 2006 była szósta, a w kolejnym sezonie zajęła siódmą lokatę w halowych mistrzostwach Europy i ósmą w mistrzostwach świata. Czwarta wieloboistka halowych mistrzostw świata w Walencji (2008). Rywalizację na igrzyskach olimpijskich w Pekinie Dobrynska ukończyła na pierwszym miejscu i została mistrzynią olimpijską. W 2009 w Berlinie uplasowała się tuż za podium zajmując czwarte miejsce na mistrzostwach świata. Halowa wicemistrzyni świata oraz wicemistrzyni Europy z 2010 roku. Podczas mistrzostw świata w Daegu (2011) zajęła piąte miejsce. Na halowych mistrzostwach świata w Stambule (2012) zdobyła złoty medal ustanawiając halowy rekord świata w pięcioboju (5013 punktów) i jako pierwsza zawodniczka w historii przekroczyła w tej konkurencji 5000 punktów.
W 2013 ogłosiła zakończenie kariery.
Wielokrotna medalistka mistrzostw Ukrainy oraz reprezentantka kraju w zawodach pucharu Europy w wielobojach lekkoatletycznych. Zwyciężczyni prestiżowych zawodów Hypo-Meeting w 2009 roku.
Rekordy życiowe: siedmiobój (stadion) – 6778 pkt. (31 lipca 2010, Barcelona); pięciobój (hala) – 5013 pkt. (9 marca 2012, Stambuł), rezultat ten do 3 marca 2023 był rekordem świata, 3. wynik w historii światowej lekkoatletyki.

## Osiągnięcia
| Rok  | Impreza                                | Miejsce    | Konkurencja    | Lokata            | Wynik     |
| ---- | -------------------------------------- | ---------- | -------------- | ----------------- | --------- |
| 1999 | Mistrzostwa świata juniorów młodszych  | Bydgoszcz  | pchnięcie kulą | el. – 17. miejsce | 12,41     |
| 2001 | Mistrzostwa Europy juniorów            | Grosseto   | siedmiobój     | 10. miejsce       | 5329 pkt. |
| 2002 | Superliga pucharu Europy w wielobojach | Bydgoszcz  | siedmiobój     | 5. miejsce        | 5923 pkt. |
| 2003 | Młodzieżowe mistrzostwa Europy         | Bydgoszcz  | siedmiobój     | 5. miejsce        | 5798 pkt. |
| 2003 | Uniwersjada                            | Daegu      | siedmiobój     | 12. miejsce       | 5553 pkt. |
| 2004 | Halowe mistrzostwa świata              | Budapeszt  | pięciobój      | 2. miejsce        | 4727 pkt. |
| 2004 | Igrzyska olimpijskie                   | Ateny      | siedmiobój     | 8. miejsce        | 6255 pkt. |
| 2005 | Halowe mistrzostwa Europy              | Madryt     | pięciobój      | 3. miejsce        | 4667 pkt. |
| 2005 | Mistrzostwa świata                     | Helsinki   | siedmiobój     | 9. miejsce        | 6144 pkt. |
| 2006 | Mistrzostwa Europy                     | Göteborg   | siedmiobój     | 6. miejsce        | 6356 pkt. |
| 2007 | Halowe mistrzostwa Europy              | Birmingham | pięciobój      | 5. miejsce        | 4739 pkt. |
| 2007 | Mistrzostwa świata                     | Osaka      | siedmiobój     | 8. miejsce        | 6327 pkt. |
| 2008 | Halowe mistrzostwa świata              | Walencja   | pięciobój      | 4. miejsce        | 4742 pkt. |
| 2008 | Igrzyska olimpijskie                   | Pekin      | siedmiobój     | 1. miejsce        | 6733 pkt. |
| 2009 | Mistrzostwa świata                     | Berlin     | siedmiobój     | 4. miejsce        | 6444 pkt. |
| 2010 | Halowe mistrzostwa świata              | Doha       | pięciobój      | 2. miejsce        | 4851 pkt. |
| 2010 | Mistrzostwa Europy                     | Barcelona  | siedmiobój     | 2. miejsce        | 6778 pkt. |
| 2011 | Mistrzostwa świata                     | Daegu      | siedmiobój     | 5. miejsce        | 6539 pkt. |
| 2012 | Halowe mistrzostwa świata              | Stambuł    | pięciobój      | 1. miejsce        | 5013 pkt. |
| 2012 | Igrzyska olimpijskie                   | Londyn     | siedmiobój     | –                 | DNF       |

## Odznaczenia
- Order Księżnej Olgi III klasy (2013)[4]